# 勒韦勒图尔当
勒韦勒图尔当（法語：Revel-Tourdan，法語發音：[ʁəvɛl tuʁdɑ̃]）是法国伊泽尔省的一个市镇，属于维埃纳区。

## 地理
勒韦勒图尔当（45°23'4"N, 5°2'14"E）面积11.62 平方千米，位于法国奥弗涅-罗讷-阿尔卑斯大区伊泽尔省，该省份为法国东南部内陆省份，北起顺时针与安省、萨瓦省、上阿尔卑斯省、德龙省、阿尔代什省、卢瓦尔省和罗讷省。
与勒韦勒图尔当接壤的市镇（或旧市镇、城区）包括：博尔派尔、多隆河畔穆瓦雪、帕克特、皮雪、普里马雷特。

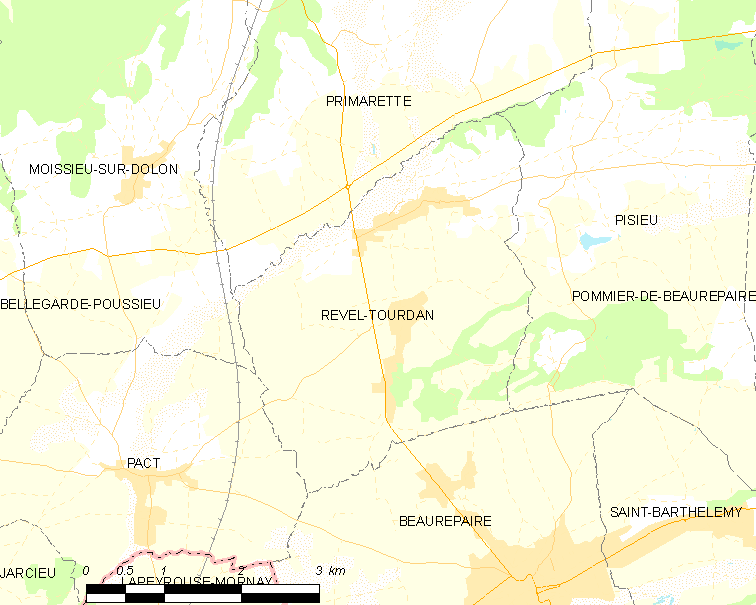
勒韦勒图尔当的OSM定位图

勒韦勒图尔当的时区为UTC+01:00、UTC+02:00（夏令时）。

## 行政
勒韦勒图尔当的邮政编码为38270，INSEE市镇编码为38335。

## 政治
勒韦勒图尔当所属的省级选区为鲁西永县。

## 人口

1962-2008年间勒韦勒图尔当人口变化图示

勒韦勒图尔当于2022年1月1日时的人口数量为1050人。

## 友好城市
- 西班牙 圣马丁-德托斯（1996年）